# John West, 1. Earl De La Warr

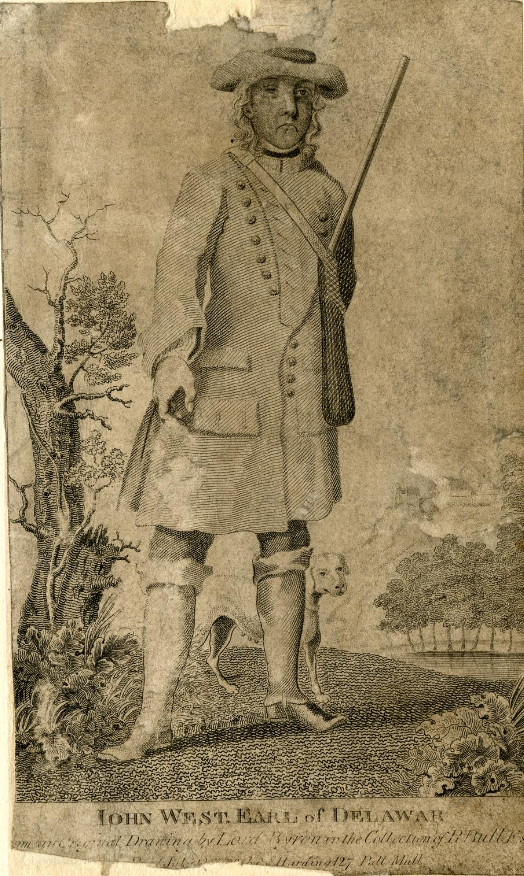
John West, 1. Earl De La Warr, Radierung (British Museum)

John West, 1. Earl De La Warr (* 4. April 1693; † 16. März 1766) war ein britischer Peer, Politiker und General.

## Leben
Er war der Sohn von John West, 6. Baron De La Warr aus dessen Ehe mit Margaret Freeman.
Von 1712 bis 1714 war er Standartenträger der königlichen Leibwache (Gentlemen Pensioners). 1715 wurde er Guidon und erster Major des 1st Troop of Horse Guards. 1717 wurde er zum Lieutenant-Colonel befördert und 1730 wechselte er zum 1st Regiment of Foot Guards. 1737 war er Gouverneur von New York und von 1737 bis 1766 Colonel des 1st Troop of Horse Guards. 1743 wurde er zum Brigadier-General befördert und nahm im Österreichischen Erbfolgekrieg an der Schlacht bei Dettingen teil. 1745 wurde er zum Major-General, 1747 zum Lieutenant-General und 1765 zum General of Horse befördert. Von 1747 bis 1752 war er Gouverneur von Gravesend und Tilbury Fort und von 1752 bis 1766 Gouverneur von Guernsey.
Von 1715 bis 1722 war er als Whig-Abgeordneter für das Borough Grampound in Cornwall Mitglied des britischen House of Commons. 1723 erbte er beim Tod seines Vaters dessen Adelstitel als 7. Baron De La Warr und wurde dadurch Mitglied des House of Lords. Als König Georg I. 1725 den Order of the Bath stiftete, wurde West als Gründungsmitglied zum Knight Companion dieses Ordens geschlagen. Von 1725 bis 1727 hatte er das Hofamt eines Lord of the Bedchamber inne. 1728 wurde er als Fellow in die Royal Society und 1731 ins Privy Council aufgenommen. Von 1731 bis 1737 hatte er das Hofamt des Treasurer of the Household inne. 1736 reiste er als britischer Botschafter ins Herzogtum Sachsen-Gotha-Altenburg, um die Verheiratung des Prince of Wales mit Prinzessin Augusta zu verhandeln. Von 1736 bis 1766 war er Gouverneur der Levant Company. Am 18. März 1761 erhob ihn König Georg III. zum Earl De La Warr und Viscount Cantelupe.
Als er 1766 starb, erbte sein älterer Sohn John seine Adelstitel. Er wurde in der St Margaret’s Church in Westminster bestattet.

## Ehen und Nachkommen
1721 heiratete er Lady Charlotte MacCarty (um 1700–1735), Tochter des Donough MacCarty, 4. Earl of Clancarty. Mit ihr hatte er vier Kinder:
- John West, 2. Earl De La Warr (1729–1777);
- Hon. George Augustus West († 1776), ⚭ 1764 Lady Mary Grey, Tochter des Harry Grey, 4. Earl of Stamford;
- Lady Henrietta Cecilia West, ⚭ 1763 Gen. James Johnston;
- Lady Diana West († 1766), ⚭ 1756 Lt.-Gen. Sir James John Clavering.

In zweiter Ehe heiratete er 1744 Anne Walker († 1748), Witwe des George Nevill, 13. Baron Bergavenny († 1721). Die Ehe blieb kinderlos.